# Josep Reig
Josep Reig (Peratallada, c. 1584-Barcelona, 1674) fue maestro de capilla de la iglesia de Santa María del Mar en Barcelona desde 1618 hasta su muerte. Todos los motetes están escritos con una clara influencia italiana con la incorporación del bajo continuo y en un estilo policoral cercano a la escuela veneciana de los Gabrieli. Podría haber estudiado con Joan Pau Pujol (1673-1726).
Durante el siglo XVII, fue uno de los maestros que ejerció más años el cargo. Se presentó a las oposiciones, sin ganarlas, el 26 de junio de 1607 cuando sólo tenía veintidós años. Había nacido, por tanto, en 1584 o 1585. El 16 de septiembre de 1618 se volvió a presentar a las oposiciones y ganó la plaza. El 20 de mayo de 1655 fue nombrado maestro de capilla ad vitam y el 24 de mayo de 1669 pidió que le sustituyera su ayudante, Miquel Rosquelles, después de más de 50 años de magisterio.
Los manuscritos de sus obras se conservaban en la iglesia de Santa María del Mar pero se quemaron durante la guerra civil española. No obstante, habían sido fotografiados antes por Higini Inglés al estar al lado de las obras de Joan Pau Pujol. Eran 8 libretas, una para cada voz, encuadernadas en pergamino, y contenían 26 motetes de Reig y 17 de Pujol. El hecho de que en la recopilación sólo figuren motetes de Reig y Pujol quizás nos indica los vínculos que habrían podido existir entre ambos.